# Imants Bleidelis
Imants Bleidelis (Riga, 16 de agosto de 1975) é um ex-futebolista letão que atuava como meio-campista.
Iniciou sua carreira no Skonto, principal clube de futebol da Letônia, em 1992, fazendo apenas 1 jogo até 1993. Teve ainda uma curta experiência no Interskonto em 1994 antes de voltar ao time principal no mesmo ano, jogando até 1999, totalizando 129 partidas disputadas e 24 gols marcados.
Fora do país, Bleidelis defendeu o Southampton Football Club - que pagou £650,000 pela sua contratação, em companhia de seu companheiro de seleção, Marians Pahars - , Viborg (Dinamarca) e Grazer AK (Áustria) antes de voltar à Letônia em 2006 para jogar no FK Jūrmala. Deixou os gramados em 2008, no Liepājas Metalurgs.

## Seleção
Com 106 jogos disputados entre 1995 e 2007, Bleidelis é o quarto jogador com mais partidas pela Seleção Letã, pela qual estreou contra a vizinha Estônia, pela Copa do Báltico. Seu maior momento foi estar presente na Eurocopa de 2004, único grande torneio em que a equipe classificou-se.

## Links
- Imants Bleidelis em National-Football-Teams.com